# Mkalles
Mkalles (arabe : لمكلس ) est un village libanais (qui dépend de la municipalité de Mansourieh) situé dans le caza du Metn au Mont-Liban au Liban. La population est presque exclusivement chrétienne.